# Азиатская база
Азиатская база (лат. Aviceda jerdoni) — вид хищных птиц семейства ястребиных (Accipitridae). Выделяют пять подвидов. Распространены в Азии. Видовое название дано в честь Томаса Джердона (англ. Thomas Caverhill Jerdon, 1811—1872), британского медика, зоолога и коллектора птиц в Индии.

## Описание
Азиатская база — коршун среднего размера, длиной от 40 до 49 см, с размахом крыльев от 80 до 100 см, и массой 353 г (один экземпляр). Голова довольно маленькая с длинным гребнем, который удерживается вертикально или приподнимается и опускается у птиц на насесте, в полёте прижат к голове. Крылья длинные, широкие, с закруглёнными окончаниями. Хвост средней длины (19—24 см), ноги короткие.
Верхняя часть тела взрослых самцов номинативного подвида коричневого цвета с широкой рыжеватой каймой на затылке и верхней части мантии. Голова серая, рыжеватая или коричневатая с тёмными полосами и тонкими белыми кончиками перьев. Гребень черноватый с белым кончиком. Горло белое с чёрной срединной полосой и рыжеватыми краями. Грудь рыжеватая. Брюхо беловатое с коричневыми или каштановыми полосами с черноватыми краями. Маховые перья сероватые с тёмными полосами. Хвост серовато-коричневый с тремя тёмно-коричневыми полосами (нижняя полоса широкая, две другие узкие) и беловатым кончиком. Клюв тёмно-серый. Радужная оболочка от золотисто-жёлтого до желтовато-красного цвета. Восковица от голубовато- до черновато-серого цвета. Лапы жёлтые. Взрослые самки похожи на самцов, но в целом более бледные и с более коричневой головой (без седины) и грудью, желто-рыжими полосами внизу и более изломанной полосой на горле.
Молодые особи более бледные сверху, оперение на спине и крыльях с охристыми краями. Голова и нижняя сторона белого цвета, с чёткими, но рассеянными чёрными полосами на груди и лишь редкими рыжими пятнами на брюхе и подкрыльях; на хвосте четыре равномерно расположенные полосы. Радужная оболочка светло-коричневая, лапы от кремово-белых до беловато-желтых.

## Биология
Питается в основном ящерицами и крупными насекомыми (прямокрылые, жуки и т.д.), а также лягушками, змеями и мелкими млекопитающими. Охотится со скрытной присады, слетая вниз, чтобы схватить добычу главным образом с земли, а также из листвы. 
Сезон размножения приходится на северо-востоке Индии на апрель—август; на юго-западе Индии и Шри-Ланке на февраль—июнь. Маленькое компактное гнездо в виде неглубокой чашечки сооружается из веток и выстилается внутри зелёными листьями и травой. Располагается на толстой ветке или развилке большого дерева на высоте 7—20 м от земли, обычно в лесу, но иногда на одиночном дереве на чайной плантации. В кладке 2—3 яйца. Периоды инкубации и оперения не описаны. 

## Подвиды и распространение
Выделяют пять подвидов:
- Aviceda jerdoni jerdoni (Blyth, 1842) — номинативный подвид; от севера Индии до юга Китая и Мьянмы, Индокитай и Суматра
- Aviceda jerdoni ceylonensis (Legge, 1876) —	юго-запад Индии и Шри-Ланка
- Aviceda jerdoni borneensis (Brüggemann, 1876) — Борнео
- Aviceda jerdoni magnirostris (Kaup, 1847) —	острова Минданао, Палаван, Самар (Филиппины)
- Aviceda jerdoni celebensis (Schlegel, 1873) —  Сулавеси, острова Тогиан, Бангаи и Сула